# Řetenice (Nicov)
Řetenice (deutsch Jettenitz) ist ein Ortsteil der tschechischen Gemeinde Nicov, Bezirk Prachatitz, in der Region Südböhmen.

## Geographie

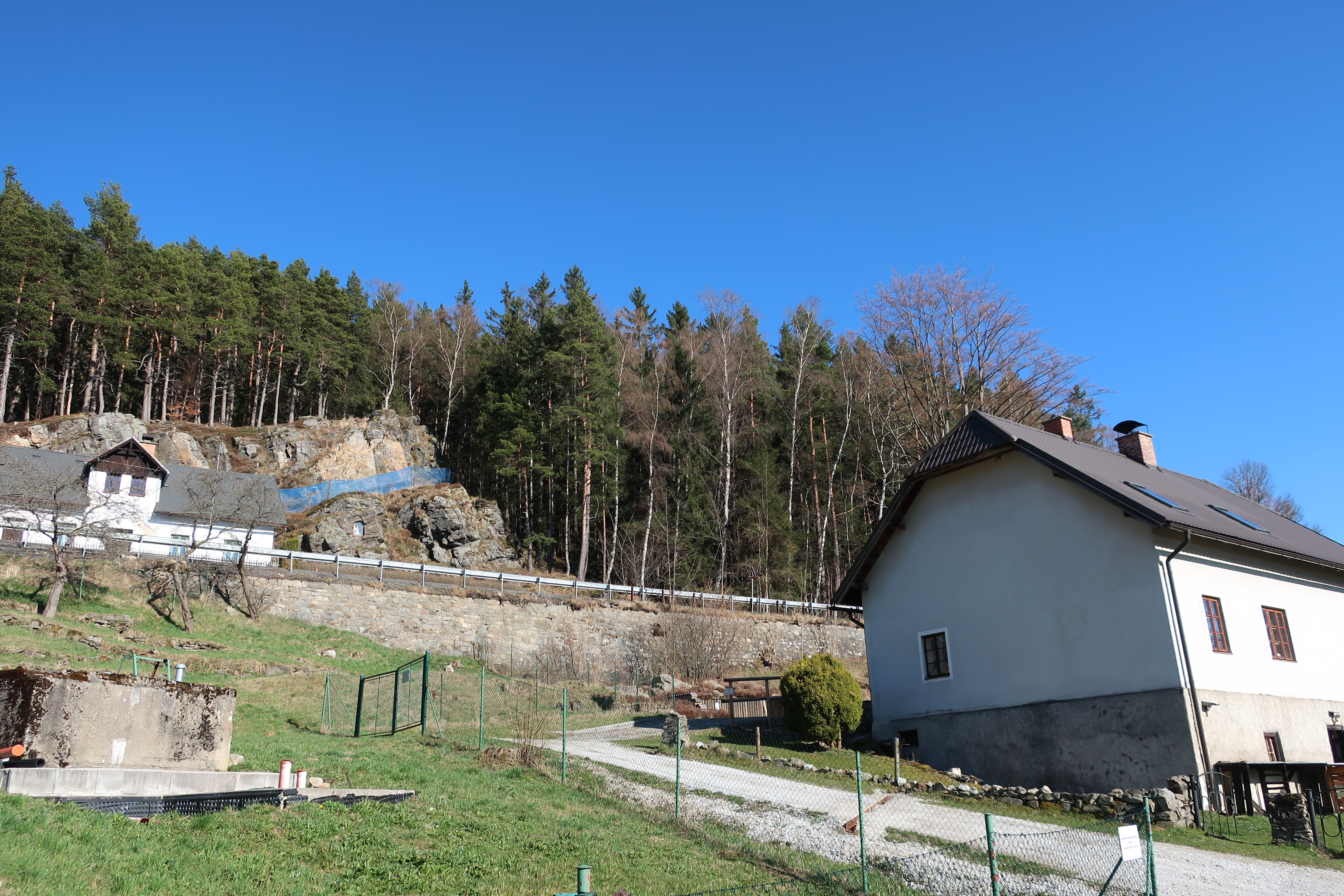
Řetenice

Der Ort liegt nördlich von Nicov, am Fuß des nordöstlich gelegenen Berges Královský kámen im Böhmerwald. Nordwestlich liegen der Chlum (962,4 m) und der Ždánov (1064,5 m). Südöstlich liegt die Ortschaft Červená.
Durch den Ort verläuft die Landstraße 145 von Vimperk nach Kašperské Hory, am nordöstlichen Rand des Ortes entspringt der Zlatý potok (Goldbach). Řetenice ist der letzte Ort vor der Grenze zum Okres Klatovy.

## Geschichte
Ursprünglich gehörte Řetenice zur Burg Karlsberg. Der Ortsname wandelte sich im Laufe der Zeit mehrmals. So soll Řetenice ursprünglich Jitrce („Kleines Feld“) geheißen haben, was später zu Jidrec und dann zu Jetenice wurde. 1584 verkaufte Kaiser Rudolf II. die Herrschaft Karlsberg an die königliche Bergstadt Bergreichenstein. 
Im Jahre 1838 bestand Jettenitz bzw. Gidryn aus 18 Häusern mit 137 Einwohnern. Abseits lagen die Pflanzkermühle (Planský Mlýn) mit einigen umliegenden Häusern. Pfarrort war Nitzau. Bis zur Mitte des 19. Jahrhunderts blieb Jettenitz zum Dominium Bergreichenstein untertänig.
Nach der Aufhebung der Patrimonialherrschaften bildete Jettenitz / Řetenice ab 1850 einen Ortsteil der Gemeinde Nitzau im Gerichtsbezirk Bergreichenstein. Ab 1868 gehörte Jettenitz zum Bezirk Schüttenhofen. 1910 lebten in den 24 Häusern des Ortes 169 Einwohner, sechs davon waren Tschechen. 1938 fiel Jettenitz durch das Münchner Abkommen an das Deutsche Reich und gehörte bis 1945 zum Landkreis Bergreichenstein. Nach dem Zweiten Weltkrieg wurden die mehrheitlich deutschsprachigen Einwohner vertrieben. 1949 wurde Řetenice dem neugebildeten Okres Vimperk zugeordnet. Im Zuge der Gebietsreform von 1960 kam Řetenice zum Okres Prachatice und wurde nach Stachy umgemeindet. 1991 hatte der Ort 11 Einwohner. Seit dem 1. Jänner 1993 gehört Řetenice wieder zur Gemeinde Nicov. Im Jahre 2001 bestand das Dorf aus 16 Wohnhäusern, in denen 12 Menschen lebten.

## Ortsgliederung
Der Ortsteil Řetenice besteht aus den Grundsiedlungseinheiten und Katastralbezirken Řetenice und Mílov (Millau). Zu Řetenice gehören außerdem die Einschichten  Kačerov, Peklo (Höllhof), Plánský Mlýn (Plansker Mühle) und Ždánov (Zosumer Heger).

## Sehenswürdigkeiten
- Kapelle der Jungfrau Maria am Dorfplatz